# Oleg Pawłow
Oleg Olegowicz Pawłow (ros. Олег Олегович Павлов; ur. 16 marca 1970 w Moskwie, zm. 7 października 2018 tamże) – rosyjski pisarz i krytyk literacki.

## Życiorys
Oleg Pawłow pracował w różnych zawodach: tragarz, robotnik niewykwalifikowany, pracownik szpitala, obowiązkową służbę wojskową odbył jako strażnik więzienny w kompanii ochrony łagrów w obwodzie karagandyjskim (Kazachstan). Podczas służby Pawłow miał uraz głowy i był hospitalizowany miesiąc na oddziale psychiatrycznym. Pozwoliło mu to na zwolnienie z wojska przed zakończeniem obowiązkowej dwuletniej służby.  Zaocznie ukończył studia w Instytucie Literackim imienia A. M. Gorkiego w Moskwie.
Zmarł 7 października 2018 w Moskwie w wyniku zawału serca. Pochowany na Cmentarzu Nowodziewiczym w Moskwie.

## Twórczość
- Kapitan stepu (1994)
- Sprawa Matiuszina (1997)
- Służbowa baśń (1999)
- Requiem dla żołnierza
- Opowieści z ostatnich dni (2001, wyd. polskie 2016, przekład Wiktor Dłuski)
- Rosyjski człowiek w XX wieku (2003)
- Na bezbożnych ścieżkach (2007)
- Asystolia (2011)
- Czas Getsemani (2011)
- Dziennik szpitalnego strażnika (2012)

## Nagrody
- Rosyjska Nagroda Bookera (2002 r.)
- Rosyjski Booker dziesięciolecia (2011 r.) – nominacja
- Nagroda Aleksandra Sołżenicyna (2012 r.)
- Prix du Meilleur Livre Étranger (2012 r.)
- Nagroda Literacka Europy Środkowej „Angelus” (2017 r.)